# Jacksonville Bluewaves
I Jacksonville Bluewaves sono stati una franchigia di pallacanestro della WBA, con sede a Jacksonville, in Florida, attivi nel 2010.
Terminarono la stagione con un record di 5-5, non qualificandosi per i play-off.

## Stagioni
| Stagione | Lega | Denominazione          | V | P | %    | Piazzamento | Play-off |
| -------- | ---- | ---------------------- | - | - | ---- | ----------- | -------- |
| 2010     | WBA  | Jacksonville Bluewaves | 5 | 5 | 50,0 | 4º          | -        |